# Ai Takahashi
Ai Takahashi (高橋 愛?, Takahashi Ai; 14 settembre 1986) è una cantante, modella, attrice, doppiatrice e tarento giapponese, ex-membro delle Morning Musume, ex-leader sia del gruppo che dell'Hello! Project.

## Discografia

### Singoli
| #  | Titolo                          | Data d'uscita | Informazioni                                      |
| -- | ------------------------------- | ------------- | ------------------------------------------------- |
| 01 | Yume Kara Samete (夢から醒めて) | 2006          | È stato pubblicato anche nell'album Pucchi Best 7 |

### DVD
| #  | Titolo                                            | Data d'uscita |
| -- | ------------------------------------------------- | ------------- |
| 01 | Alo Hello! Takahashi Ai DVD (アロハロ!高橋愛DVD)  | 17/12/2003    |
| 02 | Love Hello! Takahashi Ai DVD (ラブハロ!高橋愛DVD) | 11/04/2007    |
| 03 | I                                                 | 17/06/2009    |

## Photobook
| #  | Titolo                                                                  | Data d'uscita    | Descrizioni                            | Editore             |
| -- | ----------------------------------------------------------------------- | ---------------- | -------------------------------------- | ------------------- |
| \  | Morning Musume 5 Ki Member Shashinshū (モーニング娘。5期メンバー写真集) | 13 agosto 2002   | Photobook con tutta la 5th Generazione | Wani Books          |
| 01 | Takahashi Ai Shashinshū (高橋愛写真集)                                  | 9 dicembre 2002  | Primo Photobook                        | Wani Books          |
| 02 | Alo Hello! Takahashi Ai (アロハロ!高橋愛)                               | 17 dicembre 2003 | Secondo Photobook                      | Kadokawa Shoten     |
| 03 | Wataame (わたあめ)                                                      | 27 maggio 2004   | Terzo Photobook                        | Wani Books          |
| 04 | Ai Gokoro (愛ごころ)                                                    | 25 giugno 2005   | Quarto Photobook                       | Wani Books          |
| 05 | 19                                                                      | 27 gennaio 2006  | Quinto Photobook                       | Wani Books          |
| 06 | ai                                                                      | 27 ottobre 2006  | Compilation photobook                  | Wani Books          |
| 07 | Love Hello! (ラブハロ！)                                                | 14 marzo 2007    | Settimo Photobook                      | Kadokawa Publishing |
| 08 | Mizu (水)                                                               | 26 ottobre 2007  | Ottavo Photobook                       | Wani Books          |
| 09 | Mō Hitotsu no Ai (もうひとつの愛)                                       | 25 maggio 2008   | Nono Photobook                         | Wani Books          |
| 10 | Watashi (私)                                                            | 25 maggio 2009   | Decimo Photobook                       | Wani Books          |
| 11 | Katachi (形)                                                            | 27 maggio 2010   | Undicesimo Photobook                   | Wani Books          |

## Film / Dorama
- Ataru (serie televisiva)
- Koi Choco - Bitter Sweet Angel (BS-TBS, 2011)
- Q.E.D. (NHK, 2009)
- Hitmaker Aku Yu Monogatari (NTV, 2008)
- GyaO - Doutoku Joshi Tandai Ecoken Ep.1 (web, 2006)
- Tenka Souran (TV Tokyo, 2006)
- Minimoni de Bremen no Ongaku-tai (NHK, 2004)
- Minimoni ja Movie: Okashi na Daibouken! (2002)
- Angel Hearts (2002)

## TV Show
- Hello! Morning (ハロー！モーニング。) (TV Tokyo, dal 2001 al 2007)
- Matthew's Best Hit TV (TV Asahi, 2002)
- Tin Tin Town! (ティンティンTown!) (Nihon TV, dal 2002 al 2004)
- Sore Yuke! Gorokkies (それゆけ!ゴロッキーズ) (TV Tokyo, 2003)
- Futarigoto (二人ゴト) (TV Tokyo, 2004)
- Majokko Rika-chan no Magical v-u-den (魔女っ娘。梨華ちゃんのマジカル美勇伝) (TV Tokyo, 2004)
- Musume Dokyu! (娘DOKYU!) (TV Tokyo, 2005)
- Uta Doki! Pop Classics (歌ドキッ! 〜ポップクラシックス〜) (TV Tokyo, 2006)
- Haromoni@ (ハロモニ@) (TV Tokyo, 2007-2008)
- Bijou Gaku (美女学) (TV Tokyo, 2010-2011)

## Radio
- MBS Young Town Dōyōbi (MBSヤングタウン土曜日)
- Ishikawa Rika no Chanchaka Charmy (☆石川梨華のちゃんちゃか☆チャーミー!)
- TBC Fun Fīrudo Mōretsu Mōdasshu (TBC Funふぃーるど・モーレツモーダッシュ)
- Ichigo Ichie (苺いちえ)
- InterFM FIVE STARS